# 伏見市
伏見市（ふしみし）は、京都府の南部にあった市。現在の京都市伏見区中心部にあたる。
伏見城の城下町であり、酒造業で知られ、近世から町地化されていた。本項では市制前の名称である紀伊郡伏見町（ふしみちょう）についても述べる。

## 地理
- 河川：宇治川、宇治川派流、濠川

## 歴史

### 前史
- 1879年（明治12年）4月10日 - 郡区町村編制法により伏見区（第1次）が設置される。
- 1881年（明治14年）1月10日 - 伏見区（第1次）が廃止される。

### 町村制施行
- 1889年（明治22年）4月1日 - 町村制の施行により、以下の188町1村が合併して紀伊郡伏見町が発足。

伏見南新町、伏見京町南八丁目、伏見京町北八丁目、伏見京町八丁目横町、伏見京町九丁目、伏見京町十丁目、伏見両替町十一丁目、伏見両替町十二丁目、伏見両替町十三丁目、伏見両替町十四丁目、伏見両替町十五丁目、伏見新町十一丁目、伏見新町十二丁目、伏見新町十三丁目、伏見新町十四丁目、伏見勘助町、伏見東住吉町、伏見中之町、伏見上板橋町、伏見堀詰新町、伏見津知橋町、伏見西鍵屋町、伏見大和町、伏見小豆屋町、伏見越前町、伏見桝屋町、伏見清水町、伏見丹後橋町、伏見奈良屋町、伏見菱屋町、伏見黒茶屋町、伏見等安町、伏見朱雀二丁目、伏見白銀町、伏見雁金町、伏見加賀屋町、伏見鳥羽町、伏見上神泉苑町、伏見下神泉苑町、伏見菊屋町、伏見樽屋七丁目、伏見朱雀四丁目、伏見榎町、伏見鍛冶屋町、伏見米屋町、伏見東大文字町、伏見北海老屋町、伏見南海老屋町、伏見東大黒町、伏見西大黒町、伏見東八丁目、伏見西住吉町、伏見京町北七丁目、伏見京町南七丁目、伏見京町四丁目、伏見京町五丁目、伏見観音寺町、伏見新七町、伏見御香宮門前町、伏見銀座一丁目、伏見銀座二丁目、伏見銀座三丁目、伏見京町大黒町、伏見銀座四丁目、伏見両替町九丁目、伏見両替町十丁目、伏見新町五丁目、伏見新町六丁目、伏見新町七丁目、伏見新町八丁目、伏見新町九丁目、伏見新町十丁目、伏見石屋町、伏見紙子屋町、伏見竹中町、伏見指物町、伏見今町、伏見新大黒町、伏見備後町、伏見板橋二丁目、伏見東町東組、伏見京町六丁目、伏見東町、伏見御駕籠町、伏見紺屋町、伏見上風呂屋町、伏見下風呂屋町、伏見下大手町、伏見南裏町、伏見片原町、伏見肥後町、伏見土橋町、伏見東菱屋町、伏見西町、伏見桝形町、伏見東堺町、伏見呉服町、伏見南尼ヶ崎町、伏見北尼ヶ崎町、伏見大宮六丁目、伏見聚楽町、伏見聚楽一丁目、伏見聚楽二丁目、伏見城通町、伏見成ル町、伏見松屋町、伏見西堺町、伏見大津町、伏見西塩屋町、伏見革屋町、伏見過書町、伏見帯屋町、伏見南恵美酒町、伏見東尼ヶ崎町、伏見西尼ヶ崎町、伏見西菱屋町、伏見鷹匠町、伏見上南部町、伏見下南部町、伏見西大文字町、伏見北久米町、伏見南久米町、伏見鐘木町、伏見上油掛町、伏見中油掛町、伏見下油掛町、伏見伯耆町、伏見平野町、伏見京橋塩屋町、伏見南浜町、伏見車町、伏見京橋町、伏見周防町、伏見地方山崎町、伏見丹波町、伏見村上町、伏見表町、伏見上北浜町、伏見下北浜町、伏見上中町、伏見下中町、伏見新中町、伏見東浜南町、伏見三栖向町、伏見西浜町、伏見山崎町、伏見杉本町、伏見八幡町、伏見三栖一丁目、伏見三栖二丁目、伏見三栖三丁目、伏見三栖四丁目、伏見三栖五丁目、伏見三栖半町、伏見帯刀町、伏見中書島東柳町、伏見中書島西柳町、伏見鍋島町、伏見常盤町、伏見玄蕃町、伏見豊後橋町、伏見道阿弥町、伏見讃岐町、伏見京町一丁目、伏見京町二丁目、伏見京町三丁目、伏見魚屋町、伏見両替町一丁目、伏見両替町二丁目、伏見両替町三丁目、伏見両替町四丁目、伏見新町一丁目、伏見新町二丁目、伏見新町三丁目、伏見新町四丁目、伏見御堂前町、伏見大阪町、伏見丹後町、伏見本材木町、伏見柿木浜町、伏見弾正町、伏見平戸町、伏見七軒町、伏見墨染横町、伏見西桝屋町、伏見鑓屋町、伏見堀ノ上町、伏見北恵美酒町、伏見景勝村

### その後
- 1929年（昭和4年）5月1日：伏見町が市制施行し伏見市となる。
- 1931年（昭和6年）4月1日：京都市に編入合併され、伏見区（第2次）の一部となる。

「伏見市」が市として存在した日数は700日、改称により名前が消滅した市を除くと、日本の「市」の中で最も短い設置となった。なお、伏見市の編入合併は日本で最初に消滅した市の事例となった。

## 行政

### 歴代首長

#### 伏見町
特記なき場合『御大礼記念京都府伏見町誌』による。
- 江崎権兵衛：1889年5月4日 - 1889年11月7日
- 藤井惣左衛門：1889年11月7日 - 1893年11月6日
- 築山三郎兵衛：1893年11月12日 - 1898年7月15日
- 櫻井利三郎：1898年8月24日 - 1903年8月6日
- 櫻井又兵衛：1903年12月2日 - 1907年12月1日
- 池野栄一郎：1908年4月2日 - 1908年7月25日（死去）
- 人見喜三郎：1908年12月11日 - 1910年4月9日
- 安田英之助：1910年7月12日 - 1911年2月9日
- 江崎権一：1911年5月29日 - 1915年5月28日
- 千歳一兵衛：1915年7月6日 - 1915年7月17日
- 山本源兵衛：1915年11月3日 - 1916年7月17日
- 櫻井利三郎：1916年7月29日 - 1917年7月27日
- 仙石卯策：1917年11月3日 - 1921年11月2日
- 香川静一：1922年3月10日 - 1926年3月9日
- 中野種一郎：1926年8月3日 - 1929年4月30日

#### 伏見市
- 中野種一郎（1929年5月1日 - 1931年3月31日）

## 交通

### 鉄道路線
一部の駅は隣接する町村との境界線上に所在したものと比定される。
- 京都市電
  - 伏見線
    - 中書島駅 - （途中省略） - 棒鼻駅
- 京阪電気鉄道
  - 京阪本線
    - 丹波橋駅 - 伏見桃山駅 - 中書島駅

  - 宇治線
    - 中書島駅 - 観月橋駅
- 奈良電気鉄道（現近畿日本鉄道）
  - 奈良電気鉄道線（現近鉄京都線）
    - 桃山御陵前駅 - （市域外） - 伏見駅

### 道路
- 竹田街道
- 大手筋

### 水運
- 伏見港
  - 三栖閘門
- 高瀬川
- 琵琶湖疏水

## 名所・旧跡
- 御香宮神社